# Elvira Holzknecht
Elvira Holzknecht (* 27. September 1973) ist eine ehemalige österreichische Naturbahnrodlerin. Sie wurde zweimal Junioreneuropameisterin und gewann vier Silber- sowie drei Bronzemedaillen bei Welt- und Europameisterschaften. Im Weltcup war sie mit drei Gesamtsiegen und 16 Siegen in Weltcuprennen die erfolgreichste Naturbahnrodlerin der 1990er-Jahre.

## Karriere
Die ersten internationalen Erfolge feierte Holzknecht bei den Junioreneuropameisterschaften, an denen sie von 1989 bis 1992 teilnahm. Nach einem fünften Platz 1989 in Bruck an der Großglocknerstraße wurde sie 1990 in Železniki und 1991 in Kandalakscha Junioreneuropameisterin. 1992 erzielte sie in Stange den zweiten Platz. Ab 1992 nahm sie auch an Titelkämpfen in der Allgemeinen Klasse teil und war dort von Beginn an erfolgreich. Bei der Weltmeisterschaft 1992 in Bad Goisern gewann sie die Silbermedaille und bei der Europameisterschaft 1993 in Stein an der Enns die Bronzemedaille. In dem in der Saison 1992/1993 erstmals ausgetragenen Weltcup gehörte Holzknecht von Beginn an zu den besten. Sie gewann das zweite Weltcuprennen in Rautavaara, erzielte am Saisonende noch zwei dritte Plätze und beendete die erste Weltcupsaison auf dem dritten Gesamtrang. Im Jahr 1993 wurde Holzknecht zum ersten Mal Österreichische Meisterin im Einsitzer, was ihr bis 2000 weitere vier Mal gelang.
Nachdem sie in der Saison 1993/1994 ohne Weltcup-Podestplatz und auch bei der Weltmeisterschaft 1994 als Fünfte hinter den Medaillenrängen geblieben war, gewann Holzknecht in der Saison 1994/1995 alle vier ausgetragenen Weltcuprennen, womit sie zum ersten Mal im Gesamtweltcup siegte. Neben dem Weltcup gewann sie auch den 1995 zum letzten Mal ausgetragenen Europapokal. Bei der Europameisterschaft 1995 in Kandalakscha musste sie sich jedoch ihrer Landsfrau Irene Zechner und der Russin Ljubow Panjutina geschlagen geben. In der Weltcupsaison 1995/1996 wurde Holzknecht mit zwei Siegen und einem dritten Platz Gesamt-Dritte; in der Saison 1996/1997 fiel sie mit einem Sieg, einem zweiten und einem dritten Platz allerdings auf den fünften Gesamtrang zurück. Bei der Weltmeisterschaft 1996 in Oberperfuss und der Europameisterschaft 1997 in Moos in Passeier gewann sie jeweils die Silbermedaille.
In der Saison 1997/1998 erreichte Holzknecht vier Siege in sechs Rennen, womit sie zum zweiten Mal den Gesamtweltcup gewann. Für diese Leistung wurde sie mit dem Silbernen Ehrenzeichen für Verdienste um die Republik Österreich ausgezeichnet. Auch in der Saison 1998/1999 entschied sie mit zwei Siegen und zwei zweiten Plätzen die Gesamtwertung für sich, mit lediglich fünf Punkten Vorsprung auf die Italienerin Sonja Steinacher. Im nächsten Winter gelangen Steinacher vier Weltcupsiege, womit sie Holzknecht, die zwei Rennen gewann, dreimal Zweite und einmal Dritte wurde, also in allen sechs Saisonrennen auf das Podest fuhr, um 15 Punkte auf Platz zwei im Gesamtweltcup verwies. Bei der Weltmeisterschaft 1998 in Rautavaara hatte Holzknecht nur den fünften Platz belegt. Bei der Europameisterschaft 1999 in Szczyrk und der Weltmeisterschaft 2000 in Olang gewann sie als Zweite bzw. Dritte wieder zwei Medaillen.
Am 27. Dezember 2000 erlitt Elvira Holzknecht bei einem Ausscheidungsrennen in Südtirol einen offenen Knöchelbruch, weshalb sie in der gesamten Weltcupsaison 2000/2001 ausfiel. Die nächste Weltcupsaison begann sie, noch beeinträchtigt durch ihre Verletzung, mit zwei siebenten Plätzen. Danach konnte sie sich mit drei Platzierungen unter den besten fünf wieder etwas steigern; im Gesamtweltcup wurde sie Sechste. Bei der Europameisterschaft 2002 in Frantschach-Sankt Gertraud belegte sie Rang sieben, ebenso wie bei ihrem letzten Großereignis, der Weltmeisterschaft 2003 in Železniki. Am ersten Weltcuprennen der Saison 2002/2003 hatte Holzknecht nicht teilnehmen können, da sie sich mit den Kufen ihrer Rodel eine Sehnenverletzung an der Hand zugezogen hatte. In den weiteren fünf Weltcuprennen des Winters fuhr sie noch dreimal auf das Podest, womit sie Vierte im Gesamtweltcup wurde. Nach diesem Winter beendete Holzknecht ihre Karriere.

## Erfolge

### Weltmeisterschaften
- Bad Goisern 1992: 2. Einsitzer
- Gsies 1994: 5. Einsitzer
- Oberperfuss 1996: 2. Einsitzer
- Rautavaara 1998: 5. Einsitzer
- Olang 2000: 3. Einsitzer
- Železniki 2003: 7. Einsitzer

### Europameisterschaften
- Stein an der Enns 1993: 3. Einsitzer
- Kandalakscha 1995: 3. Einsitzer
- Moos in Passeier 1997: 2. Einsitzer
- Szczyrk 1999: 2. Einsitzer
- Frantschach 2002: 7. Einsitzer

### Junioreneuropameisterschaften
- Bruck 1989: 5. Einsitzer
- Železniki 1990: 1. Einsitzer
- Kandalakscha 1991: 1. Einsitzer
- Stange 1992: 2. Einsitzer

### Weltcup
- 3× Gesamtweltcupsieg in den Saisonen 1994/1995, 1997/1998 und 1998/1999
- 1× 2. Platz im Gesamtweltcup in der Saison 1999/2000
- 2× 3. Platz im Gesamtweltcup in den Saisonen 1992/1993 und 1995/1996
- 30 Podestplätze, davon 16 Siege:

| Datum              | Ort               | Land        |
| ------------------ | ----------------- | ----------- |
| 24. Jänner 1993    | Inzing            | Österreich  |
| 22. Jänner 1995    | Negaunee          | USA         |
| 29. Jänner 1995    | Olang             | Italien     |
| 5. Februar 1995    | Kreuth            | Deutschland |
| 12. Februar 1995   | Stein an der Enns | Österreich  |
| 27. Dezember 1995  | Rautavaara        | Finnland    |
| 11. Februar 1996 * | Stange            | Italien     |
| 22. Dezember 1996  | Rautavaara        | Finnland    |
| 23. November 1997  | Sölden            | Österreich  |
| 23. Januar 1998    | Oberperfuss       | Österreich  |
| 25. Januar 1998    | Oberperfuss       | Österreich  |
| 15. Februar 1998   | Mölten            | Italien     |
| 6. Dezember 1998   | Sölden            | Österreich  |
| 7. Februar 1999    | Aurach            | Österreich  |
| 19. Dezember 1999  | Oberperfuss       | Österreich  |
| 13. Februar 2000   | Stein an der Enns | Österreich  |

* zeitgleich mit Irene Zechner

### Österreichische Meisterschaften
- Fünffache Österreichische Meisterin im Einsitzer (1993, 1996, 1998, 1999 und 2000)

## Auszeichnungen
- 1998 Silbernes Ehrenzeichen für Verdienste um die Republik Österreich